# Bdelyrus ashei
Bdelyrus ashei là một loài bọ cánh cứng trong họ Bọ hung (Scarabaeidae).